# Зеда-Сачино
Зеда-Сачино (груз. ზედა საჩინო) — село в Грузии, на территории Цаленджихского муниципалитета края (мхаре) Самегрело-Верхняя Сванетия.

## География
Село находится в западной части Грузии, на правом берегу реки Инцри (правый приток Чанисцкали), на расстоянии приблизительно 5 километров (по прямой) к северу от города Цаленджиха, административного центра муниципалитета. Абсолютная высота — 237 метров над уровнем моря.

## Население
По результатам официальной переписи населения 2014 года, в Зеда-Сачино проживало 193 человека (93 мужчины и 100 женщин). В национальной структуре населения грузины составляли 100 %.